# Dranda
Dranda est un petit village de la Géorgie dans la région autonome d'Abkhazie. Il se situe à 22 km de Sokhoumi et à 8 km de l'aéroport international de Sokhoumi-Dranda.